# Velserspoortunnel
De Velserspoortunnel is een spoortunnel onder het Noordzeekanaal in de spoorlijn Haarlem - Uitgeest. De tunnel is gelijktijdig en parallel met de Velsertunnel voor autoverkeer gebouwd, maar is constructief gezien los van deze tunnel te beschouwen. Sinds 2001 wordt het beheer en onderhoud van de spoortunnel uitgevoerd door ProRail.

## Geschiedenis
In de jaren dertig van de 20e eeuw werden er al plannen gemaakt voor een autotunnel met twee rijstroken onder het Noordzeekanaal. Na de Tweede Wereldoorlog kwam men al gauw tot het inzicht dat een tweestrookstunnel te weinig capaciteit zou hebben om het groeiende verkeersaanbod te kunnen verwerken. Er werden dan ook twee tunnels ontworpen: een tunnel met twee buizen met elk twee rijstroken voor het autoverkeer en een spoortunnel met één buis voor het treinverkeer. Beide tunnels zijn gelijktijdig en naast elkaar gebouwd.
De bouw van deze tunnel begon in april 1952. Op 28 september 1957 werd de tunnel in gebruik genomen. Na ingebruikname van de spoortunnel werd de Velserspoorbrug afgebroken.

## Afmetingen
De spoortunnel heeft een lengte van 3.324 meter, met een overdekt gedeelte van 2.076 meter, en de rest als open toeritten. Dit is een stuk langer dan de autotunnel, omdat treinen een minder steile helling aankunnen.
De maatvoering van de Velserspoortunnel is als volgt:
- bovenkant spoor (b.k.s.) gelegen op: NAP -23,15 m.
- maximaal profiel van inwendige vrije ruimte is: 5,50 m.
- dakdikte: 1.15 m.
- waterdichte bekleding: 0,12 m.
- totale hoogte tunnel: 9,04 m.
- totale breedte tunnel: 12,25 m.
- kruisingshoek kanaalas - tunneltracé: 65 °

Hieruit volgt, dat de bovenkant van de tunnel (inclusief beschermschil) op het diepste punt van het verticaal tracé is gelegen op:
-23,15+ (5,50+1,15 + 0,12) = NAP -16,38 m.

## Bouwwijze
Tegelijk met de bouw van de Velsertunnels is de geplande verbreding van het Noordzeekanaal gerealiseerd. De tunnel is gebouwd volgens de openbouwputmethode. Hiervoor is gekozen vanwege de aanwezigheid van een kleilaag op een diepte van NAP -16 m. Hierdoor kon niet gebruikgemaakt worden van een zinktunnel, deze zou immers de kleilaag doorbreken, wat grote gevolgen voor de waterhuishouding zou hebben. Zout water zou zich kunnen vermengen met het zoete grondwater.
De open bouwkuip is in drie fases aangelegd. De constructie is begonnen op de zuidoever van het Noordzeekanaal, waarbij de weg tussen Amsterdam en Velsen werd verlegd. Deze bouwput was 300 meter lang, de bouwtijd duurde van 1952 tot 1955. Hierna is er in het midden van het kanaal een eiland gemaakt, waarna de noordzijde van het kanaal werd afgesloten door middel van damwanden. De ontstane bouwput werd uitgegraven en het noordelijke deel van de tunnel aangesloten op het zuidelijke deel. Nadat de tunnel gereed was werd het Noordzeekanaal op de nieuwe breedte gebracht.